# تريستان من مونتيبيلوسو
تريستان (قبل 1020) كان أول سيد لمونتيبيلوسو في 1042. بعكس رفاقه المرتزقة النورمان، كان تريستان بريطون. كان واحدًا من البارونات الإثني عشر لهوتفيل عقب تقسيم المنطقة المكتسبة في بوليا.